# Europäisches Metropolzentrum Sillon Lorraine

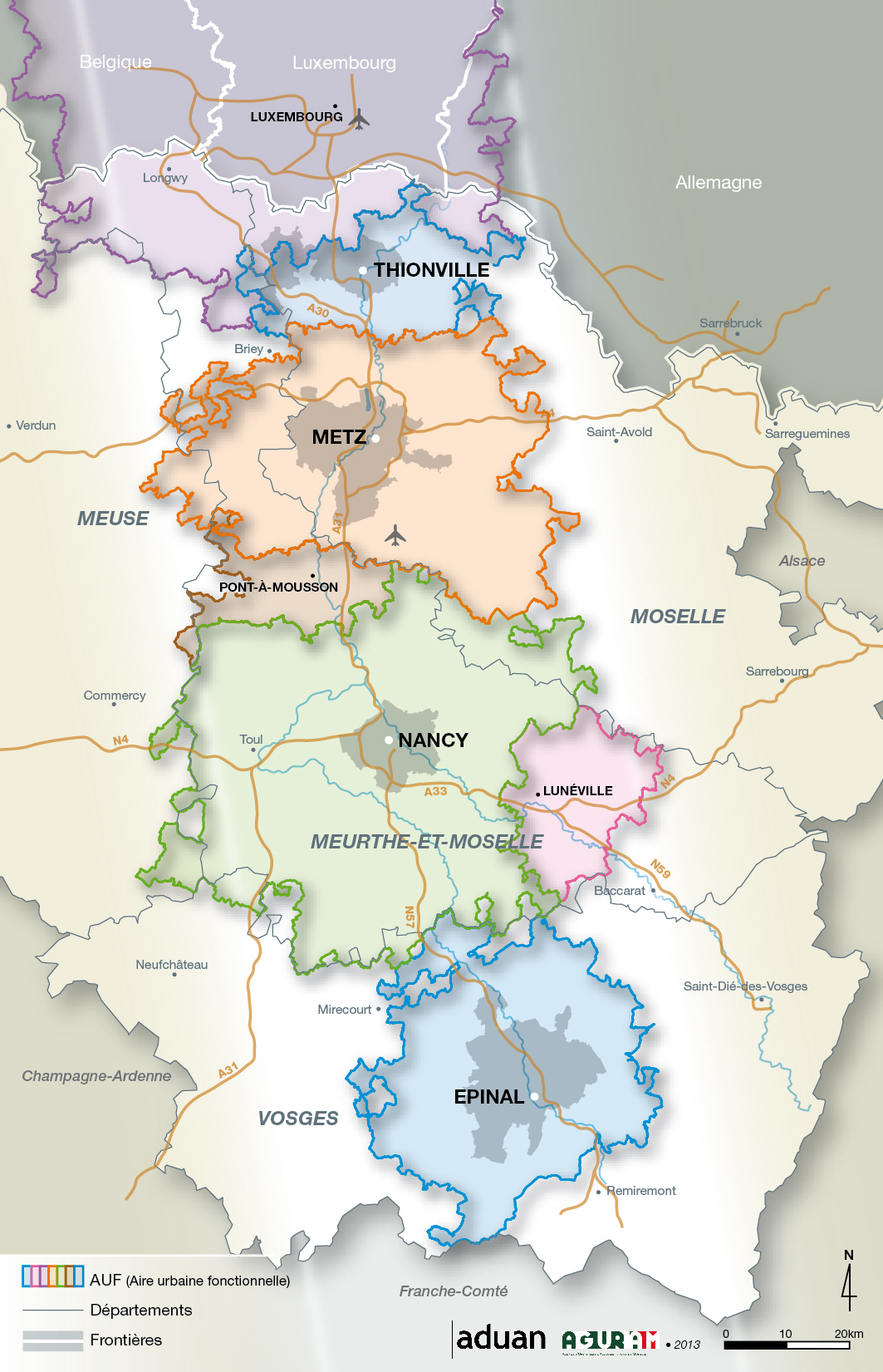

Das europäische Metropolzentrum Sillon Lorrain wird von den vier Kommunen Thionville, Metz, Nancy und Épinal getragen. Es ist das Ergebnis einer mehr als 15-jährigen Zusammenarbeit zwischen diesen Städten und deren Umgebung. Ursprünglich entstand 1999 ein Städtenetzwerk, das 2005 als Zusammenschluss der vier Städte und Interkommunen strukturiert wurde.
Das Gesetz vom 16. Dezember 2010 zur Reform der Kommunalverwaltungen ermöglichte die Gründung des ersten europäischen Metropolenzentrums in Frankreich.

## Herausforderungen
- Interessen und die Identität der Metropole stärken
- Vorschlag für territoriale Planung im Zusammenhang mit nationalen Projekten (Französisches Tech-Label)
- Projekt-Engineering umsetzen (digitale Referenzbibliothek)
- Entwicklung des Ressourcen-Engineerings, insbesondere im Hinblick auf die europäische Finanzierung

## Administrative Struktur
Gemäß der beiden französischen Gesetze vom 16. Dezember 2010 und 27. Januar 2014 besteht die Aufgabe Sillon Lorraine darin, „Maßnahmen von großstädtischem Interesse im Hinblick auf die wirtschaftliche Entwicklung, die Förderung von Innovation, Forschung, Hochschulbildung und Kultur, Raumplanung (...) durchzuführen und die Entwicklung von Infrastruktur und Verkehrsdienstleistungen“.
Nach den gesetzlichen Bestimmungen müssen darin Einrichtungen der öffentlichen interkommunalen Zusammenarbeit mit eigener Besteuerung (Gemeindegemeinschaften, Stadtgemeinden, Stadtgemeinden oder Metropolen) zusammengeschlossen sein, die eine Gesamtheit von mehr als 300.000 Einwohnern bilden. Im Jahr 2013 wurde es in „Europäisches Metropolzentrum des Sillon Lorraine“ umbenannt.

## Aufgaben
Die Nord-Süd-Achse der Region Lothringen prägt seit Jahrhunderten die wirtschaftliche Entwicklung dieses Gebietes. Mit Blick auf Europa versuchen Lorraine und Sillon Lorrain, sich rund um die folgenden Themen zu entwickeln:
- Infrastruktur: Die Lothringer Furche ist eine natürliche geographische Nord-Süd-Achse Europas (A31, Eisenbahnautobahn, Großspurkanal usw.);
- Tourismus
- Gesundheitszentrum mit zwei großen Einrichtungen, dem Nancy CHRU in Nancy und in Metz-Thionville mit dem CHR
- das Breitbandnetz
- die Universität Lothringen mit 71.000 Studenten
- wirtschaftliche Attraktivität
- Kultur (digitale Referenzbibliothek: limédia.fr)

## Beteiligte Kommunen/Kommunalverbände
- Métropole du Grand Nancy
- Metz-Métropole
- Communauté d'agglomération Portes de France-Thionville
- Communauté d'agglomération Épinal

Assoziierte Kommunen im Sillon Lorrain
- Communauté d'agglomération de Saint-Dié-des-Vosges
- Communauté d'agglomération du Val de Fensch
- Communauté de communes du Pays Haut Val d'Alzette
- Communauté de communes de Freyming-Merlebach
- Communauté de communes du Pays Orne-Moselle
- Communauté de communes Rives de Moselle
- Communauté de communes Orne Lorraine Confluences
- Communauté de communes Mad et Moselle
- Communauté de communes du Bassin de Pompey
- Communauté de communes Terres Touloises
- Communauté de communes du Territoire de Lunéville à Baccarat
- Communauté de communes de l'Ouest Vosgien